# Aurèlia (prenom)
Aurèlia (o les seves variants Aurélie (francès) o Aurelia (anglès)) és un prenom femení derivat de la família romana Aurelius (daurat en llatí). La forma masculina és Aureli El nom era històricament popular al Mediterrani i està veient una ressurgència a tot Europa.